# Grube Ziethen
Grube Ziethen ist eine ehemalige Buntmetallerz-Grube im Norden von Weingartsgasse im Siegtal und am Rande des Nutscheid im Rhein-Sieg-Kreis. Das ehemalige Grubengelände ist heute ein Ortsteil von Weingartsgasse in der Stadt Hennef.

## Geschichte

### Der Bergbau
Der Bergbau auf der Grube Ziethen ist seit 1122 nachgewiesen. Damals hatte Kaiser Heinrich V. der Abtei Siegburg die Bergbauberechtigung erteilt. Seit der Mitte des 19. Jahrhunderts war in der gesamten Region verstärkt nach Buntmetallerzen gesucht worden. In diesem Zusammenhang wurde die Grube Ziethen am 23. Februar 1854 auf Kupfer, Blei, Silber und Zink an einen Herrn Mertens aus Brüssel als Vertreter der Rheinischen Bergwerksgesellschaft in Köln verliehen. Die Grube wurde dabei benannt nach dem preußischen Reitergeneral H. J. von Ziethen. Es wurden mehrere Stollen in den Berg getrieben und zwei Schächte 70 Meter abgeteuft. Ab 1875 wechselten mehrfach die Besitzer, bis 1897 die Gewerkschaft der Grube Ziethen das Bergwerk übernahm. Seit dieser Zeit ruhte der Betrieb. Letzte Versuche zur Gewinnung von Erzen zwischen 1922 und 1927 schlugen fehl. Übrig blieb ein 100 m tiefer Schacht an der Hauptstraße in Seligenthal, Bergbauhalden und Stollenöffnungen, die im Laufe der Zeit verfüllt wurden.

### Ortsgeschichte
1910 gab es in Grube Ziethen die Haushalte Ackerer Christian, Schreinergeselle Peter und Schlosser Theodor Böhm. Damals gehörte der Weiler zur Gemeinde Geistingen.